# Раджа (футбольный клуб)
«Раджа Касабланка» (араб. الرجاء البيضاوي الرياضي‎;фр. Raja Club Athlétic de Casablanca ) или просто «Раджа» — марокканский футбольный клуб из города Касабланка. Выступает в Чемпионате Марокко (Ботола). Основан в 1949 году. Домашние матчи проводит на стадионе «Мохаммед V», вмещающем 67 000 зрителей.

## История
«Раджа» является одним из лидеров марокканского футбола и самым успешным клубом Марокко на международной арене. «Бело-зелёные» трижды становились победителями Лиги чемпионов, причем, все три финала были выиграны в серии послематчевых пенальти, а также по разу выиграли Кубок Конфедерации в 2003 году и Суперкубок в сезоне 1999/2000.
В 2013 году «Раджа» стала вторым в истории клубом не из Южной Америки или Европы, который прошёл в финал Клубного Чемпионата Мира. 
Делят домашний стадион с клубом «Видад».

## Достижения

### Местные
- Чемпион Марокко (13): 1987/88, 1995/96, 1996/97, 1997/98, 1998/99, 1999/00, 2000/01, 2003/04, 2008/09, 2010/11, 2012/13, 2019/20, 2023/24

- Обладатель Кубка Марокко (9): 1973/74, 1976/77, 1981/82, 1995/96, 2001/02, 2004/05, 2011/12, 2017, 2024

### Международные
- Лига чемпионов КАФ (3)
  - Победитель: 1989, 1997, 1999
- Кубок КАФ (1)
  - Победитель: 2003
- Суперкубок КАФ (1)
  - Победитель: 1999/2000
- Клубный чемпионат Азии и Африки (1)
  - Победитель: 1999
- Арабская лига чемпионов (1)
  - Победитель: 2006
- Клубный чемпионат мира по футболу (1)
  - Финалист: 2013

## Текущий состав
| №  |               | Поз. | Имя                 | Год рождения |
| -- | ------------- | ---- | ------------------- | ------------ |
| 1  | Флаг Марокко  | Вр   | Яссин эль-Хад       | 1984         |
| 3  | Флаг Марокко  | Защ  | Закария Эль-Хашими  | 1987         |
| 4  | Флаг Марокко  | Защ  | Ахмед Рахмани       | 1985         |
| 5  | Флаг Марокко  | ПЗ   | Мухсин Мутуали      | 1986         |
| 7  | Флаг ДР Конго | Нап  | Део Канда           | 1989         |
| 8  | Флаг Марокко  | ПЗ   | Шемседдин Штиби     | 1982         |
| 9  | Флаг Марокко  | Нап  | Абдельмаджид Эддине | 1979         |
| 10 | Флаг Марокко  | ПЗ   | Салахеддин Аккваль  | 1984         |
| 12 | Флаг Марокко  | Вр   | Брахим Заари        | 1989         |
| 16 | Флаг Марокко  | Защ  | Мохамед Ульхадж     | 1988         |
| 17 | Флаг Марокко  | Защ  | Рашид Сулеймани     | 1982         |
| 18 | Флаг Марокко  | ПЗ   | Абделила Хафиди     | 1992         |
| 20 | Флаг Марокко  | Нап  | Мухсин Яджур        | 1985         |

| №  |                   | Поз. | Имя               | Год рождения |
| -- | ----------------- | ---- | ----------------- | ------------ |
| 21 | Флаг Марокко      | Защ  | Адиль Керруши     | 1982         |
| 25 | Флаг Марокко      | Нап  | Яссин Салхи       | 1987         |
| 26 | Флаг Марокко      | ПЗ   | Исмаил Кушам      | 1984         |
| 27 | Флаг Марокко      | Защ  | Исмаил Бельмаалем | 1988         |
| 28 | Флаг Кот-д’Ивуара | ПЗ   | Куко Геи          | 1982         |
| 29 | Флаг Марокко      | Защ  | Хассан Эль-Муатаз | 1981         |
| 30 | Флаг Марокко      | Защ  | Редуан Дардури    | 1984         |
| 31 | Флаг Мали         | Защ  | Идрисса Кулибали  | 1987         |
| 61 | Флаг Марокко      | Вр   | Халид Аскри       | 1981         |
| 99 | Флаг Марокко      | ПЗ   | Иссам Эрраки      | 1981         |
|    | Флаг Нигерии      | ПЗ   | Михель Бабатунде  | 1992         |

## Тренеры клуба
| - Касем Кассими (1949–55) - Абделькадер Джалаль (1956) - Père Jégo (1957–68) - Абделла Блинда (1968–70) - Houmane (1970–73) - Tibari (1973–77) - Tachkov (1977–82) - Паль Орос (1982–86) - Харматалла Хассан (1986–88) - Фернанду Кабрита (1988–89) - Рабах Саадан (1989–90) - Фернанду Кабрита (1990–91) - Мохаммед Фахир (1992–96) - Евгений Рогов (1996) | - Александру Молдован (1996–97) - Абделла Эль-Аммари (1997) - Вахид Халилходжич (1 июля 1997–30 июня 1998) - Оскар Фульоне (1998–00) - Валдейр Виейра (2000) - Александру Молдован (2000–01) - Силвестер Такач (2001) - Фатхи Джамаль (2001–02) - Вальтер Меувс (1 января 2002–18 января 2003) - Анри Мишель (2003–04) - Акасью Касимиру (2004) - Ален Фьяр (1 июля 2004–30 ноября 2004) - Анри Стамбули (2004–05) - Александру Молдован (2005) | - Оскар Фульоне (2005–06) - Пако Фортес (2006–07) - Мохаммед Неджми (2007) - Жан-Ив Ше (2007–08) - Джамаль Селлами (2008) - Жозе Роман (2008–09) - Карлос Мозер (6 июля 2009–31 августа 2009) - Жозе Роман (2009–10) - Анри Мишель (1 июля 2010–8 октября 2010) - Мохаммед Фахир (8 ноября 2010–8 июля 2011) - Илие Балач (июль 2011–сентябрь 11) - Бертран Маршан (25 сентября 2011–30 июня 2012) - Мохаммед Фахир (1 июля 2012–28 ноября 2013) - Фаузи Бензарти (4 декабря 2013-) |